# Neckera imbricata
Neckera imbricata là một loài rêu trong họ Neckeraceae. Loài này được (P. Beauv.) Schwägr. mô tả khoa học đầu tiên năm 1826.